# Thái Bình (provincie)
Thái Bình is een provincie van Vietnam.
Thái Bình telt 1.785.600 inwoners op een oppervlakte van 1509 km².

## Districten
Thái Bình is onderverdeeld in een stad (Thái Bình) en zeven districten:
- Ðông Hưng
- Hưng Hà
- Kiến Xương
- Quỳnh Phụ
- Thái Thụy
- Tiền Hải
- Vũ Thư